# John Higgins
John Higgins, MBE (* 18. květen 1975 Wishaw, Skotsko) je od roku 1992 profesionální hráč snookeru. Nejvyššího breaku 147 bodů dosáhl ve své kariéře celkem 7×, naposled na Scottish Open (2018).

## Úspěchy

### Bodované turnaje
| Turnaj              | Rok                    |
| ------------------- | ---------------------- |
| Mistrovství světa   | 1998, 2007, 2009, 2011 |
| Grand Prix          | 1994, 1999, 2005, 2008 |
| British Open        | 1995, 1998, 2001, 2004 |
| UK Championship     | 1998, 2000, 2010       |
| Regal Welsh Open    | 2000, 2010, 2011       |
| International Open  | 1995, 1996             |
| German Open         | 1995, 1997             |
| European Open       | 1997                   |
| China International | 1999                   |

### Ostatní nebodované turnaje
| Turnaj                      | Rok        |
| --------------------------- | ---------- |
| Masters                     | 1999, 2006 |
| Scottish Masters            | 2001       |
| Irish Masters               | 2000, 2002 |
| Betfred Premier League      | 1999       |
| Charity Challenge           | 1998, 1999 |
| Champion's Cup              | 2001       |
| Euro-Asia Masters Challenge | 2007       |
| Scottish Open Championship  | 2008       |